# مسرح سانت جيمس

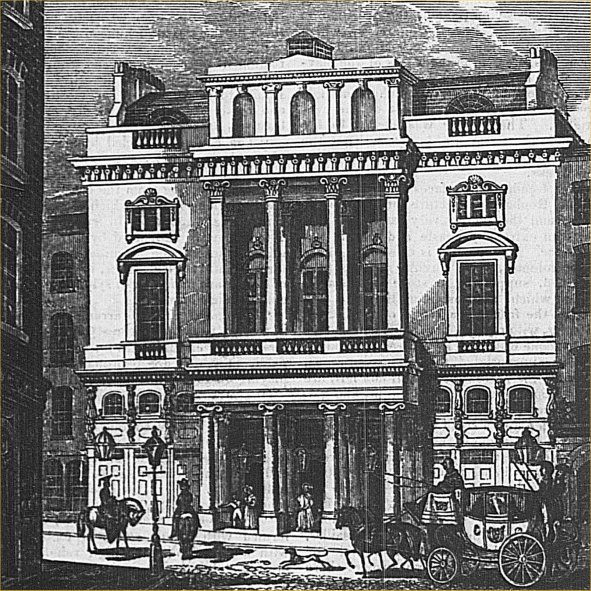

مسرح سانت جيمس (بالإنجليزية: St James's Theatre)‏ كان مسرح يتسع ل 1200 شخص وكان يقع في شارع الملك في شارع، سانت جيمس في لندن. وقد تم تصميم المسرح من الخارج بشكل كلاسيكي حديث ومن الداخل بأسلوب لويس الرابع عشر من قبل صامويل بيزلي وتم بناؤه بشراكة بين بيتو وغريسيل ومدير مسرح جون براهام. وقد تم تزيين داخل المسرح من قبل شركة فريدريك كرايس.